# Рейтинг банку
Ре́йтинг ба́нку — (англ. bank’s rating) — позиція банку на ринку залежно від певних параметрів і показників діяльності, фінансового стану, виконання економічних нормативів, вимог законодавства. Один з варіантів фінансового аналізу діяльності банків, що дозволяє отримати комплексну оцінку їх фінансового стану та провести їх порівняння з іншими кредитними установами. Рейтинговий аналіз дає можливість менеджменту банку здійснювати порівняльну оцінку його ефективності та надійності, розв'язати питання дохідності кредитування банків-партнерів завдяки отриманню об'єктивної інформації про результати їх діяльності.
Найвідоміші рейтингові системи розроблено рейтинговими агенціями, зокрема — міжнародними: Standard & Poor's, Moody's та Fitch Ratings.

## Групи факторних показників, що застосовуються при побудові рейтингових моделей
- Розмір бізнесу банку, що оцінюється за; розміром чистих активів; належністю банку до фінансово-промислової групи; наявністю асоційованих та дочірніх підприємств.
Див. також: Концентрація банків
- Достатність капіталу банку: розмір балансового та достатність регулятивного капіталу; нормативи їх адекватності; наявність інвестованого прибутку у формі резервних фондів під основну діяльність; наявність емісійного доходу та його частка у капіталі.
- Структура активів. Цей блок включає оцінку частки різних типів активів у загальній структурі; оцінку показників диверсифікації активів; оцінку динаміки та визначення причин зміни структурних пропорцій у активах.
Див. також: Структура капіталу
- Структура та диверсифікація зобов'язань. Ця група показників характеризує джерела формування кредитних ресурсів з точки зору строковості та розміру процентних витрат. При застосуванні експертних методик паралельно робиться висновок про фактори, що вплинули на зміну структури зобов'язань.
- Оцінка ліквідності банку. Включає в себе оцінку показників, що належать до групи показників ліквідності, та співвідношення активів та пасивів.
Див. також: Банківська ліквідність
- Розрахункові коефіцієнти та нормативи центрального банку, що не увійшли до попередніх груп (в Україні це нормативи Н11, Н12 та Н13).
Див. також: Економічні нормативи діяльності банківДив. також: Норматив адекватності регулятивного капіталу
- Дохідність та рентабельність банку. Оцінка будується на підставі аналізу рівня прибутковості банку, динаміки та структури доходів, витрат і фінансового результату банку. Оцінка здійснюється за допомогою показників рентабельності активів, капіталу, витрат та персоналу банку, чистої процентної маржі тощо.